# Chiesa della Trinità di Nikitniki
La chiesa della Trinità di Nikitniki è un edificio di culto ortodosso di Mosca, situato nel quartiere di Kitaj-gorod.

## Storia
L'edificio in pietra fu fatto costruire a partire dal 1628 da un ricco mercante di Jaroslavl' di nome Grigorij Leont'evič Nikitnikov, sul luogo dove si trovava una precedente chiesa in legno dedicata al martire della Chiesa ortodossa Niceta il Goto, andata distrutta in un incendio alcuni anni prima.
La costruzione della chiesa terminò nel 1651 e la decorazione degli interni proseguì anche negli anni successivi. Ad essa lavorarono importanti artisti del tempo come Simon Ušakov e Iosif Vladimirov.
Una delle cappelle all'interno della chiesa è dedicata a Niceta il Goto e fu usata come luogo di sepoltura per Grigorij Nikitnikov e per la sua famiglia.
Nel 1920 la chiesa fu chiusa al culto e trasformata in un museo. Nel 1991 fu deciso di restituirla alla Chiesa ortodossa e negli anni successivi sono iniziati dei lavori di restauro.